# Haladás Párt (Norvégia)
A Haladás Párt (Bokmål: Fremskrittspartiet, Nynorsk: Framstegspartiet, norvég rövidítése FrP) politikai párt Norvégiában, a 2005-ös parlamenti választások alapján az ország második legnagyobb pártja. Ideológiailag a pártot klasszikus liberálisnak, libertariánusnak és konzervatív-liberálisnak tartják.  Mások a pártot neoliberális populistának  illetve magát a párt és Erna Solberg miniszterelnök centristának tartja. Néhányan visszautasítják azt a megállapítást, hogy a pártot bármilyen szélsőjobboldali  párthoz lehet hasonlítani.
A párt 2013 óta tagja az Erna Solberg vezette kormánykoalíciónak.
Elnöke Siv Jensen.
Ifjúsági szárnya a Fremskrittspartiets Ungdom (FrP).

## Ideológia
A Haladás Párt magát liberális néppártnak tartja, klasszikus liberális és konzervatív liberális szellemiséggel. . Magát a párt úgy határozza meg, hogy egy liberális párt, amely a norvég és nyugati hagyományokon és kulturális örökségre épül, amelynek alapja a keresztényi értelemben vett élet és a humanista szellemiség.  A párt célja, hogy adócsökkentést érjen el állami beavatkozással. A párt, ma konzervatív liberálisnak számít, ám néha neoliberális gazdaságpolitikát folytató populista  pártként is jellemzik. Ez utóbbi megállapítást mind a párt, mind Erna Solberg miniszterelnök is visszautasítja. Más megállapítás szerint a párt mérsékelten populista.

### Gazdaságpolitika
A párt gazdasági értelemben individualista: az állam és a közszféra szerepét kívánja csökkenteni a gazdaságban. Szerintük a közszféra feladata az alap életszínvonal biztosítása és a magánszemélyeknek, vállalkozásoknak és a szervezeteknek több feladatot kell vállalnia. A piacgazdaság elkötelezett híve. 
A párt az olajkitermelésből származó bevételből többet akar az infrastruktúra fejlesztésére és a jóléti állami kiadásokra költeni.  El akarják törölni az örökösödési és a vagyonadót. 

### Társadalompolitika
A párt a családot tartja a társadalom alapjának. Úgy tekintenek a családra, mint a hagyományok és a kultúra őrzőire és akiknek komoly felelőssége van a gyereknevelésben. A párt egyik fontos politikájának tartja, hogy mindenkinek joga legyen megtudni kik a biológiai szülei. A párt 2008-ban még ellenezte az azonos nemű párok házasságkötését, ám 2013-ban már megszavazták az azonos neműek házasságát és az azonos nemű párok gyermekvállalását.

### Bevándorláspolitika
A párt mindig is kritikus volt a bevándorlással: az 1980-as években még gazdasági és a jóléti állam szempontjából, 1990-es években a kulturális és etnikai szempontokból kritizálták. 
2008-ban a párt el akarta kerülni, hogy Norvégiába írástudatlanok és szakképzetlenek telepedjenek le, akik szerintük nem képesek beilleszkedni Norvégiába. Ebben olyan országokat értettek, mint Szomália, Afganisztán vagy Pakisztán. 
A párt szigorúbb bevándorláspolitikát követel, csak azoknak a menekülteknek adnának letelepedést, akikre A menekültek helyzetére vonatkozó egyezményben foglaltak érvényesek.  Ellenzi hogy azon menedékkérők Norvégiában való letelepedését akik humanitárius és egészségügyi okokból akarnak. Lényegesen akarja csökkenteni a családegyesítések számát. 

### Külpolitika
A párt fontosnak tartja Norvégia NATO iránti elköteleződését, továbbá a norvégiai pártok közül ők támogatják legjobban Izraelt, a 2008–2009-es Izrael–Hamász-konfliktus idején is Izraelt pártolta.  Alapvetőnek tartják a transzatlanti kapcsolatok erősítését, különösen az Egyesült Államokkal. 

## Választási eredmények

### Storting
| Választások | Szavazatok | %    | Megszerzett helyek | Változás a mandátumokban | Kormányzat             |
| ----------- | ---------- | ---- | ------------------ | ------------------------ | ---------------------- |
| 1973        | 107,784    | 5.0  | 4 / 155            | 4                        | Ellenzék               |
| 1977        | 43,351     | 1.9  | 0 / 155            | 4                        | Kiesett a parlamentből |
| 1981        | 109,564    | 4.5  | 4 / 155            | 4                        | Ellenzék               |
| 1985        | 96,797     | 3.7  | 2 / 157            | 2                        | Ellenzék               |
| 1989        | 345,185    | 13.0 | 22 / 165           | 20                       | Ellenzék               |
| 1993        | 154,497    | 6.3  | 10 / 165           | 12                       | Ellenzék               |
| 1997        | 395,376    | 15.3 | 25 / 165           | 15                       | Ellenzék               |
| 2001        | 395,376    | 14.6 | 26 / 165           | 1                        | Ellenzék               |
| 2005        | 582,284    | 22.1 | 38 / 169           | 12                       | Ellenzék               |
| 2009        | 614,724    | 22.9 | 41 / 169           | 3                        | Ellenzék               |
| 2013        | 463,560    | 16.3 | 29 / 169           | 12                       | Kormánypárt            |
| 2017        | 444,423    | 15.3 | 27 / 169           | 2                        | Kormánypárt            |

## Fordítás
- Ez a szócikk részben vagy egészben  a   Progress Party (Norway) című angol Wikipédia-szócikk ezen változatának fordításán alapul.  Az eredeti cikk szerkesztőit annak laptörténete sorolja fel. Ez a jelzés csupán a megfogalmazás eredetét és a szerzői jogokat jelzi, nem szolgál a cikkben szereplő információk forrásmegjelöléseként.

## Külső hivatkozások
- Fremskrittspartiet (Progress Party) - Hivatalos honlapja norvégül
- Fremskrittspartiet (Progress Party) - Hivatalos honlapja angolul
- Hivatalos programja norvégül
- The Principles of Fremskrittspartiet (Progress Party), the political manifesto of PP.
- History of Fremskrittspartiet (Progress Party) 1973-2006
- Fremskrittspartiets ungdom honlapja (norvég)
- Eredményei a 2007-es helyi önkormányzati választásokon